# Knight Aviation
Knight Aviation is een Keniaanse luchtvaartmaatschappij met haar thuisbasis in Nairobi. Knight Aviation is opgericht in 2001.
Knight Aviation beschikt over een Fokker F27-500 (juni 2007).